# Robert Westall
Robert Westall, född 7 oktober 1929 i North Shields i Tyne and Wear, död 15 april 1993 i Warrington i Cheshire, var en brittisk barn- och ungdomsbokförfattare. Han tilldelades Carnegiemedaljen 1975 och 1981. 
Westall föddes i North Shields och växte upp vid floden Tyne under andra världskriget; det är under denna tid som många av hans böcker och berättelser utspelar sig. Han studerade konst på Durham University, och därefter studerade han skulptur på Slade School of Fine Art i London. Efter detta blev han lärare i konst på Northern School, men han jobbade även som journalist, handlade med antika saker och var direktör åt Samaritans. Det var först 1985 som han började skriva på heltid.
Flera av hans böcker utspelar sig i krigsmiljö och katter har ofta en framträdande roll i böckerna. Han har även skrivit ett par fantasy- och science fiction-böcker, till exempel Serosters katter, En vän i nöden och Glaskistan. Westalls första bok, Kulsprutan ("The Machine Gunners", 1975), skrevs för att beskriva hans uppväxt i krigets England för sin då tolvårige son. Kulsprutan vann Carnegiemedaljen samma år. 1983 filmade BBC Kulsprutan som TV-serie.
De flesta av Westalls böcker utspelar sig i krigsmiljö. Han vann Carnegiemedaljen en andra gång 1982 för Fågelskrämmorna ("The Scarecrows", 1982). Han fick Smartiespriset 1989 för Krigskatt ("Blitzcat", 1989), och Guardianpriset 1991 för En vän i nöden ("The Kingdom by the Sea", 1990). 
Han skrev ofta en blandning av berättelser om andra världskriget, skolberättelser ("school stories") och övernaturliga berättelser. Han skrev novellen Warren, Sharon och Darren om en ung flickas kärlekshistoria som vänds upp och ner när hon blir med barn utan att ha haft sex med sin pojkvän. Det visar sig senare att barnet är en utomjording och kan göra häpnadsväckade saker. Det är många som anser att Westalls spökhistorier är de bästa sedan M.R. James, men Westall föredrog att blanda såna saker med andra teman.